# Velké Meziříčí
Velké Meziříčí (ˈvɛlkɛː ˈmɛzɪr̝iːtʃiː ; en allemand : Groß Meseritsch) est une ville du district de Žďár nad Sázavou, dans la région de Vysočina, en Tchéquie. Sa population s'élevait à 11 517 habitants en 2023.

## Géographie
Velké Meziříčí est située dans une vallée encadrée par les collines de Bohême-Moravie, au confluent de la rivière Oslava et de la rivière Balinka, à 24 km au sud-sud-est de Žďár nad Sázavou, à 32 km à l'est de Jihlava, à 47 km au nord-ouest de Brno et à 139 km au sud-est de Prague.
La commune est limitée par Bory, Vídeň et Martinice au nord, par Kozlov, Sviny et Březejc à l'est, par Jabloňov, Petráveč, Osové, Oslavice et Baliny au sud, et par Uhřínov, Stránecká Zhoř, Lavičky, Netín et Radostín nad Oslavou à l'ouest.

## Histoire
Les premières traces écrites de la ville remontent au XIIe siècle. L'établissement des pleins privilèges de la ville date de 1408 — les célébrations du 600e anniversaire de cet événement eurent lieu en 2008, y compris la publication d'un livre — et les droits furent approuvés par le roi de Bohême Venceslas IV en 1417. Le centre historique a été désigné comme zone de vues protégées dont le château (un château-fort du XIIe siècle, qui est bien conservé, et qui abrite, entre autres, Le Musée des routes et autoroutes), l'église gothique Saint-Nicolas, un hall municipal gothique, le lycée luthérien datant de la Renaissance, deux synagogues juives et une partie bien préservée des fortifications de la ville avec une porte sont les immeubles les plus significatifs. Une communauté indépendante juive a vécu dans la cité au XVIIe siècle et un cimetière juif bien préservé avec des pierres tombales baroques date du XVIIe siècle.
Jusqu'en 1918, Groß Meseritsch - Velke Meziříčí (nom allemand seulement avant 1867) a fait partie de l'empire d'Autriche (Autriche après le compromis de 1867), chef-lieu du district qui porte le même nom, qui fait partie des 34 Bezirkshauptmannschaften de Moravie.

## Population
Recensements (*) ou estimations de la population :
| 1869* | 1880* | 1890* | 1900* | 1910* | 1921* |
| ----- | ----- | ----- | ----- | ----- | ----- |
| 6 792 | 7 221 | 7 021 | 6 877 | 6 959 | 7 335 |

| 1930* | 1950* | 1961* | 1970* | 1980*  | 1991*  |
| ----- | ----- | ----- | ----- | ------ | ------ |
| 7 170 | 7 676 | 8 424 | 9 091 | 10 505 | 11 518 |

| 2001*  | 2011*  | 2014   | 2015   | 2016   | 2017   |
| ------ | ------ | ------ | ------ | ------ | ------ |
| 11 811 | 11 680 | 11 662 | 11 641 | 11 645 | 11 593 |

| 2018   | 2019   | 2020   | 2021*  | 2022   | 2023   |
| ------ | ------ | ------ | ------ | ------ | ------ |
| 11 536 | 11 484 | 11 498 | 11 409 | 11 325 | 11 517 |

## Transports
Par la route, Velké Meziříčí se trouve à 22,5 km de Třebíč, à 30 km de Žďár nad Sázavou, à 36 km de Jihlava et à 156 km de Prague.
La ville est desservie pa r l'autoroute D1 Prague – Brno – Ostrava, qui la contourne par le nord (sorties  141 Velké Meziříčí-Západ et  146 Velké Meziříčí-Východ).

## Personnalités
- Tzvi Ashkenazi
- Leopold Hilsner (1876-1928), juif victime d'une fausse accusation puis d'un pogrom, l'affaire Hilsner
- Ludwig Minkus (1826-1917), violoniste et compositeur autrichien
- Arnold Pick (1851-1924), neurologiste et psychiatre
- Isaac Hirsch Weiss (1815-1905), rabbin, talmudiste et historien
- Nathan Weiss
- Stanislav Vodička

## Galerie

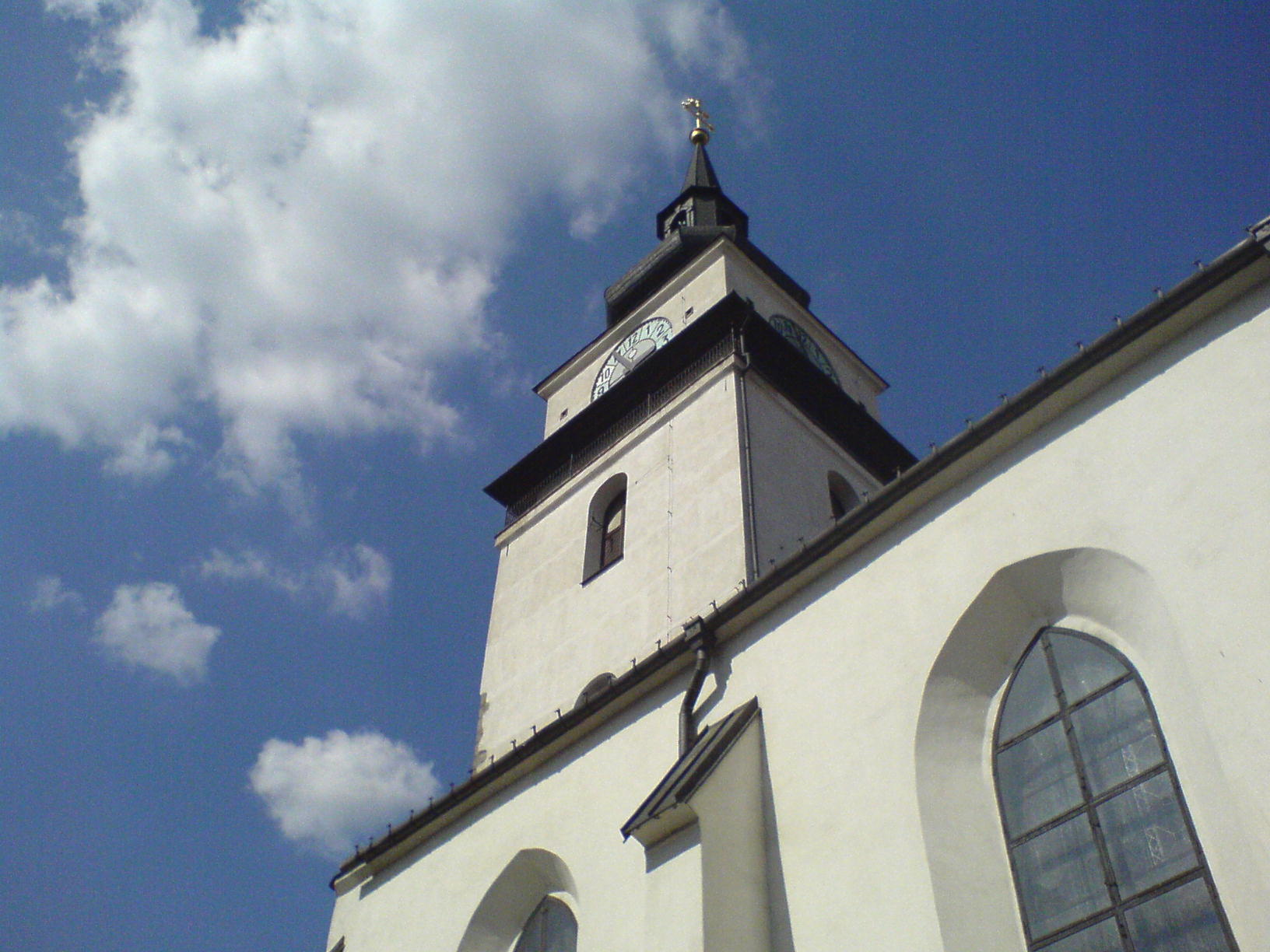
Tour de l'église St. Nicolaus.
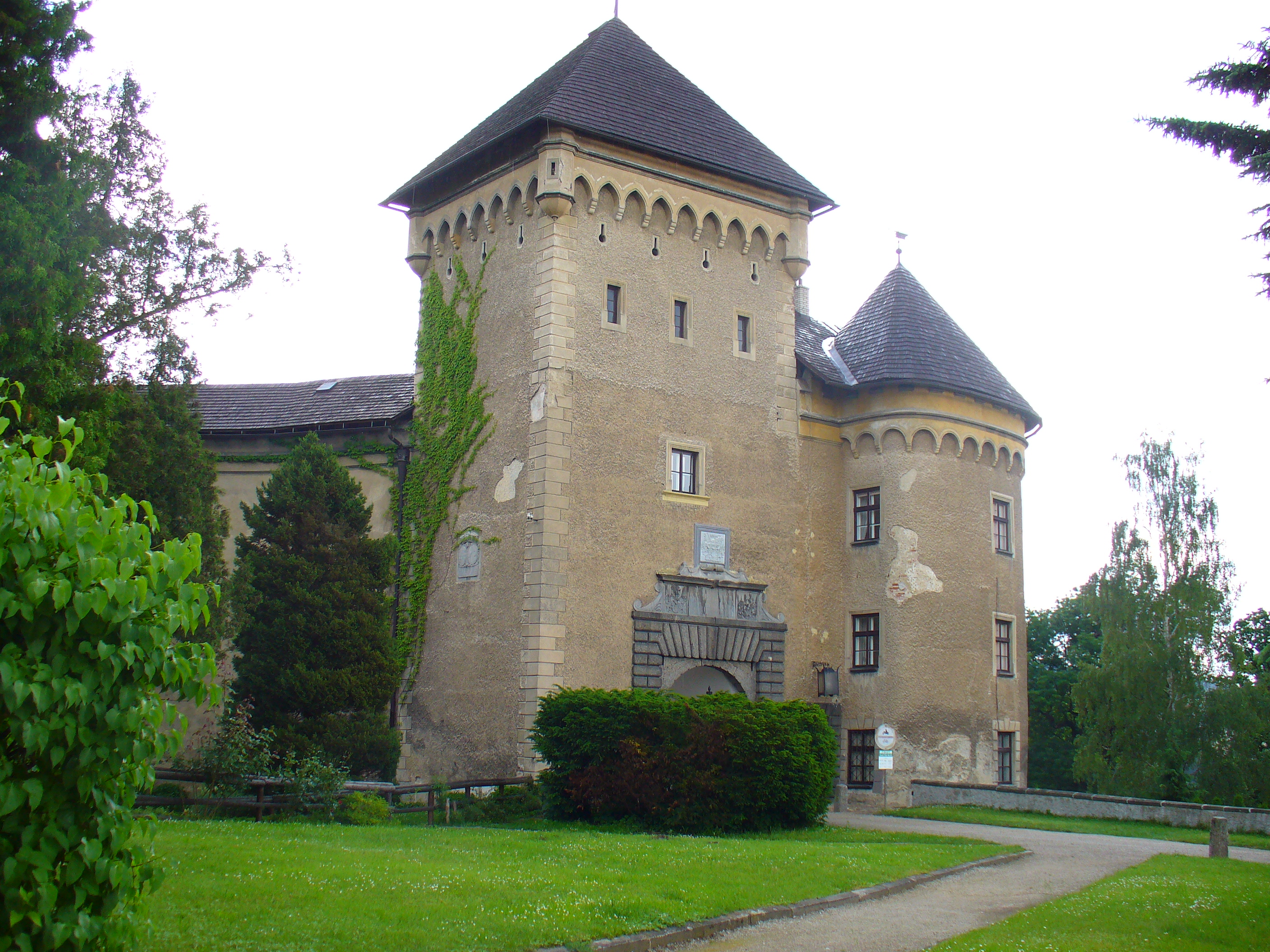
Porte principale du château.
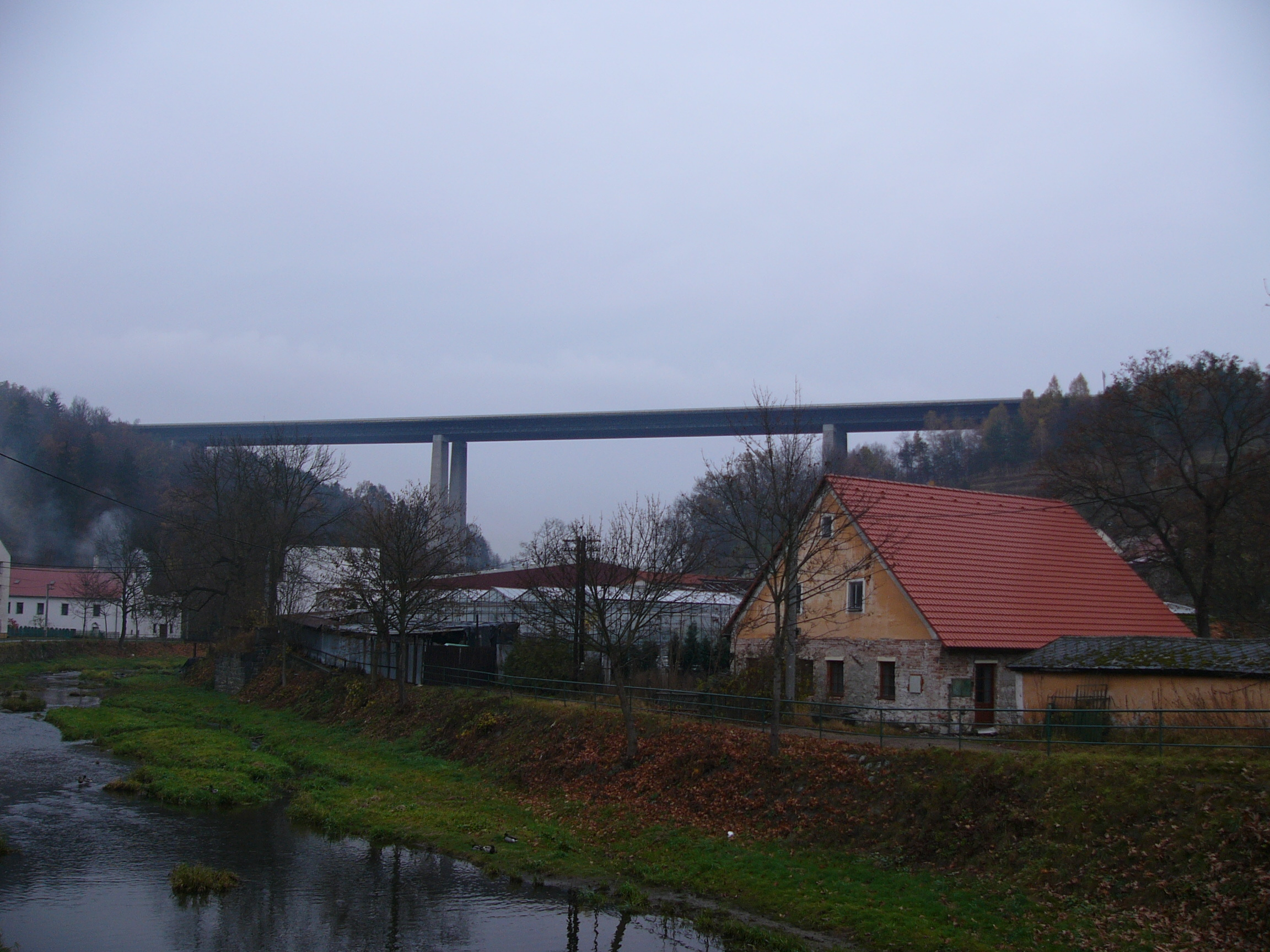
Le pont Vysočina.
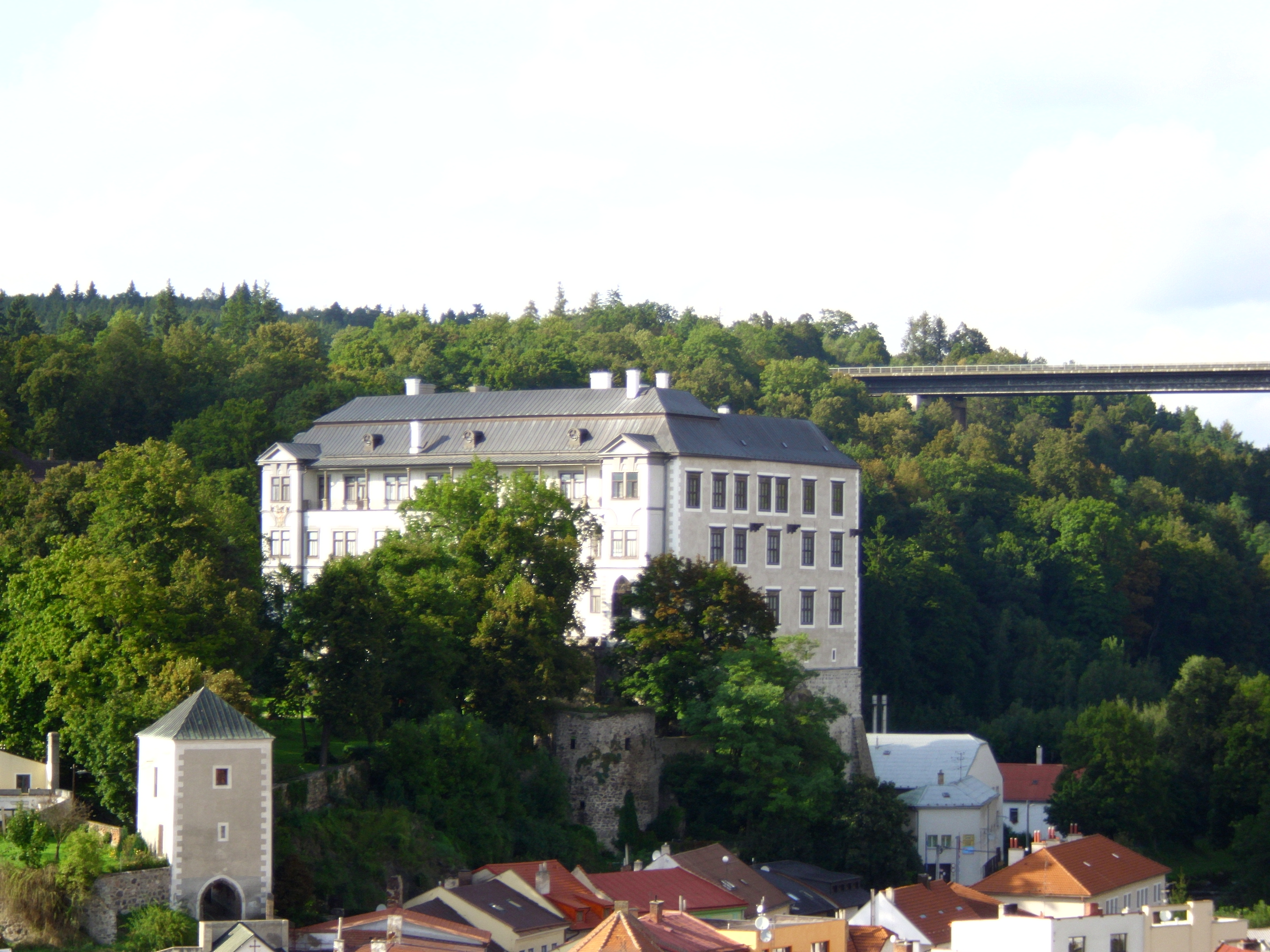
Vue aérienne du château.
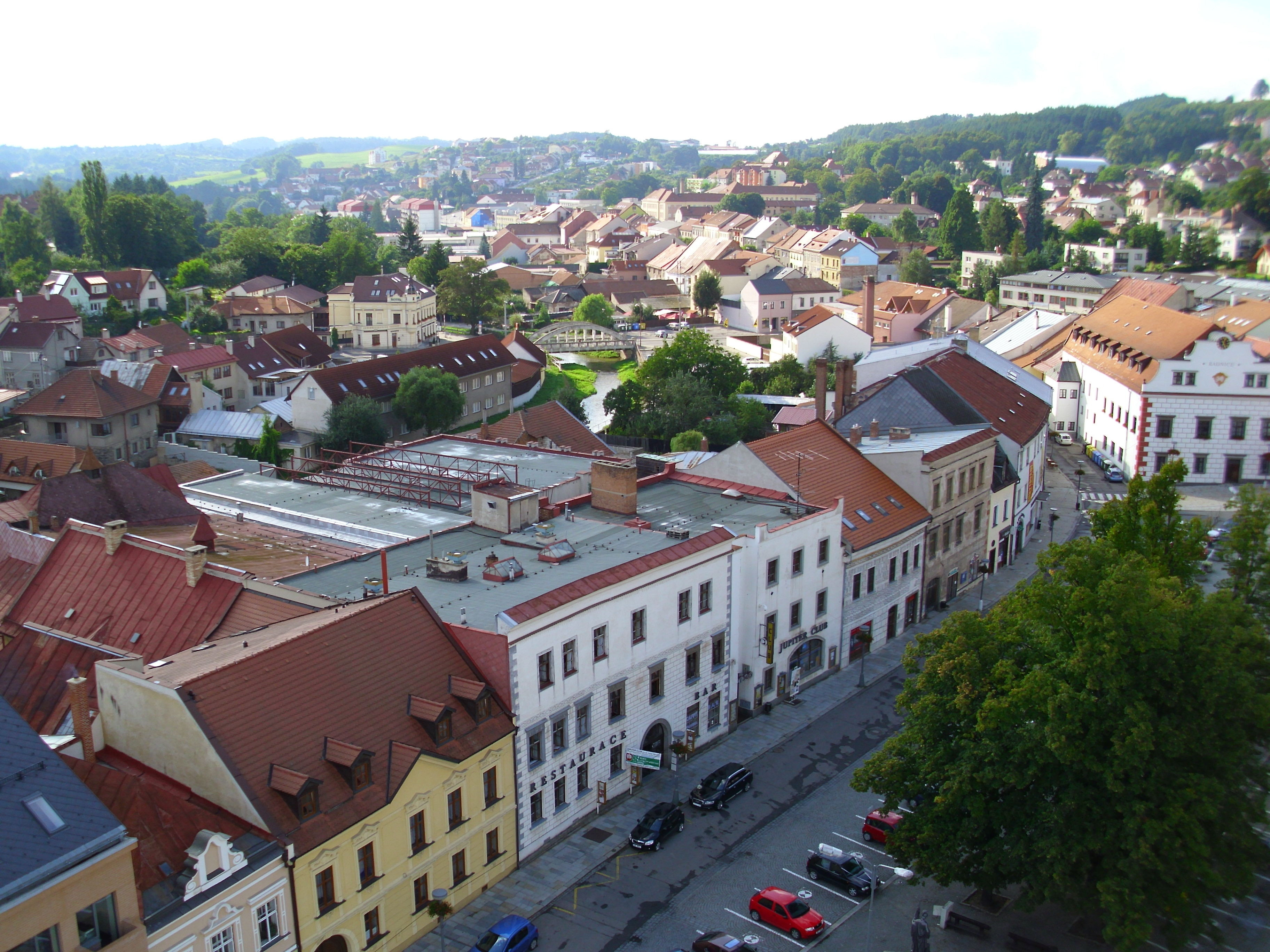
Vue aérienne.